# Кирхоглани, Валериан Дмитриевич
Валериа́н Дми́триевич Кирхогла́ни (1913—1994) — советский архитектор, автор крупных мемориальных комплексов и памятников, специалист ландшафтного и садово-паркового искусства.
Профессор, преподавал в ЛВХПУ имени В. И. Мухиной.
Жил и работал в Ленинграде (Санкт-Петербурге).

## Биографическая справка
Валериан Дмитриевич Кирхоглани родился 26 июля 1913 года в городе Тотьме Вологодской губернии в семье потомственного лесничего. Его отец Дмитрий Константинович Кирхоглани, окончив петербургскую Лесотехническую академию, служил начальником Треста лесного хозяйства в Вологде.
Закончил архитектурный факультет Института имени И. Е. Репина в Ленинграде. Учился у архитекторов, академика Л. В. Руднева и профессора Е. И. Катонина.
Участник Великой Отечественной войны, награждён орденами и медалями.
В первый послевоенный год занимался работами по восстановлению разрушенных сооружений Ленинграда.
Архитектор В. Д. Кирхоглани был одним из первых авторов послевоенного проектирования и строительства в Курортном районе Ленинграда (Санкт-Петербурга), это — создание парка Сестрорецкие «Дубки», ресторана «Горка», летнего кинотеатра, триумфальных ворот и других значительных сооружений.
Основная творческая работа Валериана Дмитриевича Кирхоглани связана с созданием монументов Героям Великой Отечественной войны и мемориальных комплексов, посвящённых революционному прошлому государства.
Архитектор В. Д. Кирхоглани в соавторстве с архитектором Е. И. Катониным являются создателями мемориального комплекса — «Московский Парк Победы» в Ленинграде, включающего в себя группы мемориальных объектов, таких как: Пропилеи, Аллея Героев и других Монументов Воинской Славы.
Долгие годы работы связаны с Научно-исследовательским и проектным институтом ЛенПроект. В 1955—1958 годах мастерской № 10 ЛенПроекта под руководством В. Д. Кирхоглани разработаны первые проекты типовых панельных детских садов.
Более сорока лет профессор В. Д. Кирхоглани преподавал в ЛВХПУ имени В. И. Мухиной, где работал вместе с такими художниками-архитекторами, как В. С. Васильковский, О. Л. Лялин, М. А. Шепилевский, Л. Н. Линдрот, и Я. Н. Лукин. Руководил стажировкой студентов ЛВХПУ при Венгерской Академии изящных искусств в Будапеште.
За многие годы педагогической работы профессор Кирхоглани воспитал большое количество художников-архитекторов, специалистов по ландшафтному и монументальному проектированию. Декан факультета.
Валериан Дмитриевич Кирхоглани скончался в 1994 году.

## Постройки в Ленинграде — Санкт-Петербурге
- Московский Парк Победы. Совместно с Е. И. Катониным. 1945—1957 гг.
- Реконструкция сквера Площади Искусств. Совместно с Е. И. Катониным. 1946 год
- Реконструкция дома № 11 на Итальянской улице. Совместно с Е. И. Катониным. 1948 год
- Реконструкция района Инженерного замка. Совместно с Е. И. Катониным, Н. В. Барановым. 1948 год.
- Восстановление и реконструкция парка Сестрорецкие «Дубки» в г. Сестрорецке. 1948—1950 гг.
- Сквер на площади перед зданием Дворца культуры им. С. М. Кирова. Совместно с Е. Ф. Владимировой.1948—1950-е гг. Большой пр. ВО, д.83
- Жилой дом работников судостроительной промышленности — Большая Монетная улица, д.25 (1950, совместно с Н. Е. Ефимовым и В. А. Зотовым)[4][5].
- Работы по благоустройству, планировке и озеленению некрополя Литераторские мостки. Совместно с И. И. Бараниным. 1953 год
- Летний кинотеатр в г. Сестрорецкe. 1954 год
- Железнодорожные путепроводы окружной железной дороги на Московском пр. и пр. Стачек. 1954—1955 гг.
- Здание вычислительного центра Октябрьской железной дороги (Боровая ул., д. № 57). 1957 год
- Здание проектно-изыскательского института «Гипротрнассигналсвязь» (Боровая ул., д. № 53).
- Пансионат и ресторан для автотуристов в Зеленогорске. 1959 год.
- Парадные ворота Сестрорецкого курорта в г. Сестрорецке (конец 1950-х).
- Павильон музея «Шалаш Ленина» в пос. Разлив. Совместно с В. А. Нориным, В. В. Кондратьевым. 1960—1964 гг.

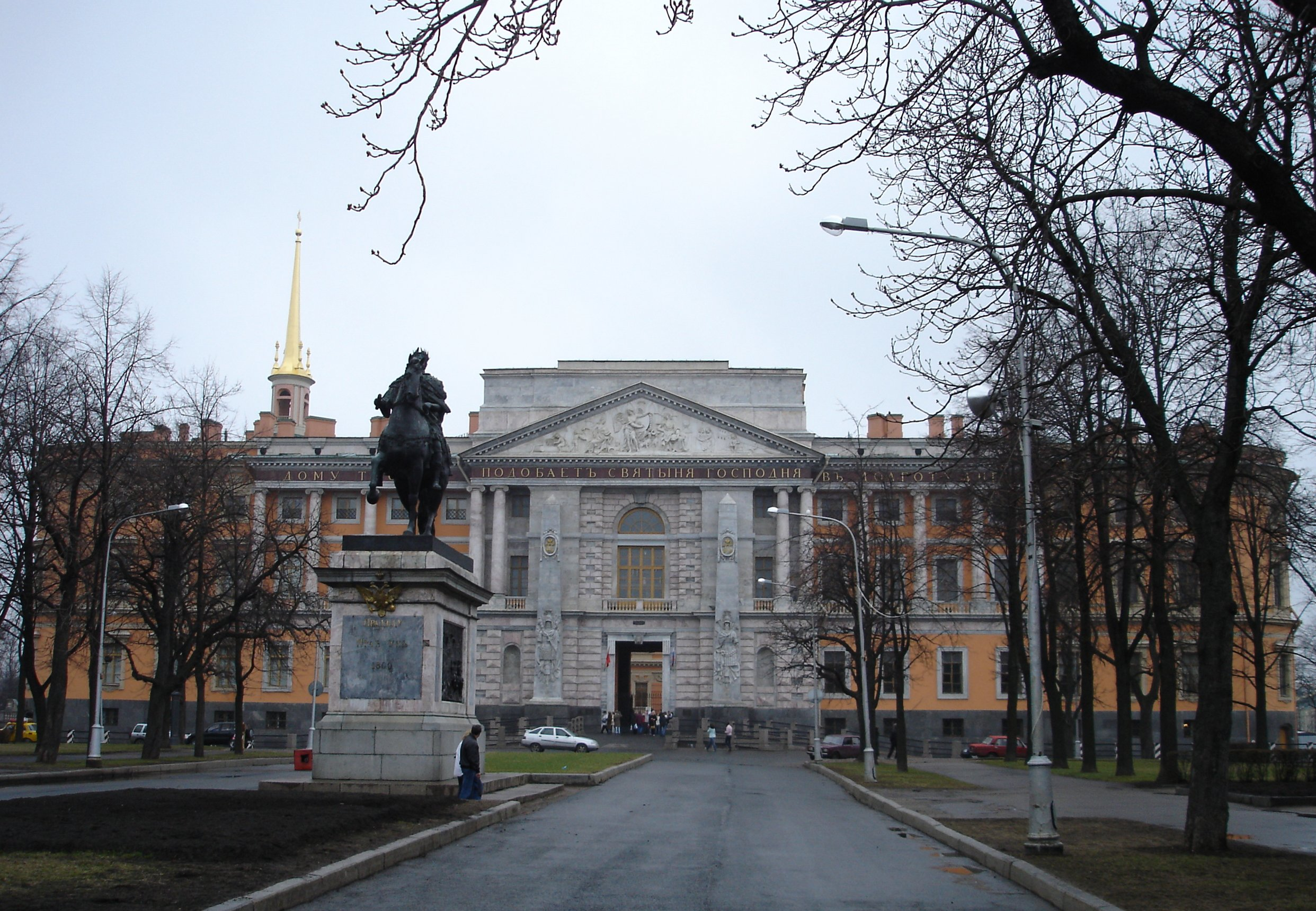
Санкт-Петербург, Аллея перед Михайловским замком. Архитекторы: В. Д. Кирхоглани и Е. И. Катонин. 1946 год.
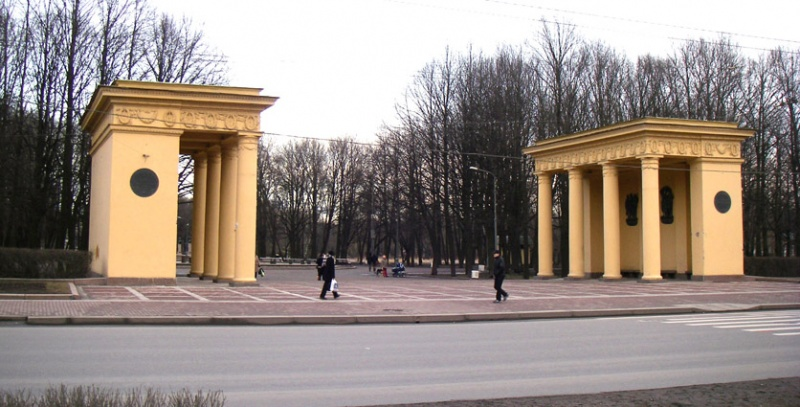
Архитектор В. Д. Кирхоглани, Пропилеи Московского Парка Победы. Санкт-Петербург
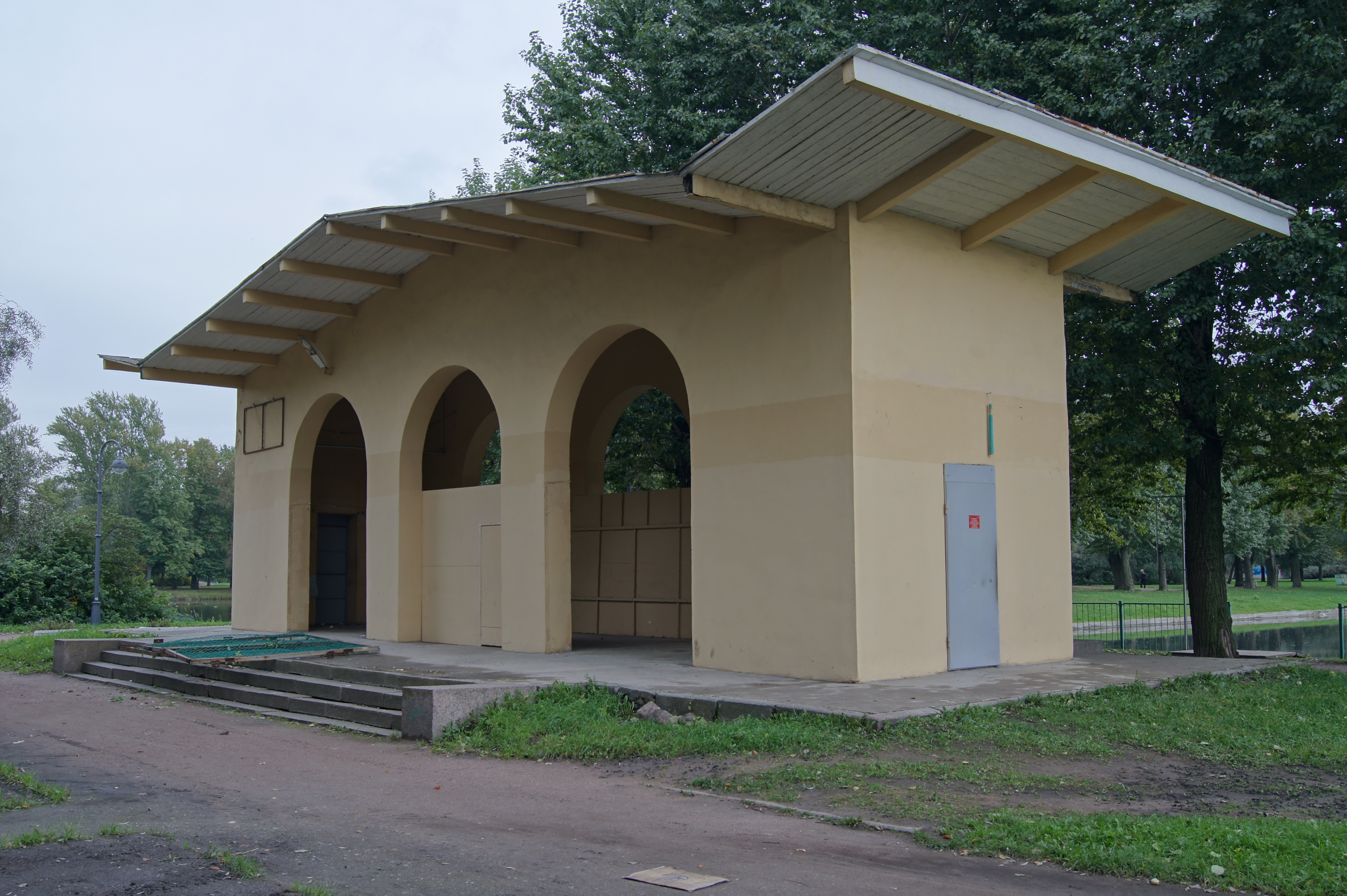
Павильон на Флотской аллее в Московском Парке Победы (лодочная станция)
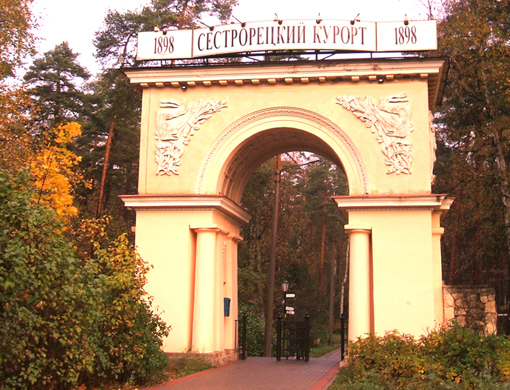
Парадные ворота Сестрорецкого курорта. Конец 1950-х годов.

## Мемориалы и монументы
- Мемориал семьи Ульяновых на Волковском кладбище в Петербурге. Совместно с М. Г. Манизером 1952 год.
- Постамент для Памятника героям Краснодона (скульпторы: В. И. Агибалов, В. И. Мухин, В. Х. Федченко)[6] 1956 год. Лифляндская ул., 12, парк Екатерингоф, Петербург.
- Памятники на Аллее Героев в Московском Парке Победы (совместно с М. А. Шепилевским).
- Памятник героям-морякам-балтийцам[7]. Скульптор Я. Я. Нейман, архитекторы В. Д. Кирхоглани и В. М. Липовский, завод «Монументскульптура». 1989 г. Бронза, высота фигур 3,5 м, общая высота 6,5 м, Санкт-Петербург, Межевой канал, д. 5.
- Бюст художника В. И. Сурикова в г. Красноярске (скульптор Л. Ю. Эйдлин). 1954 год.

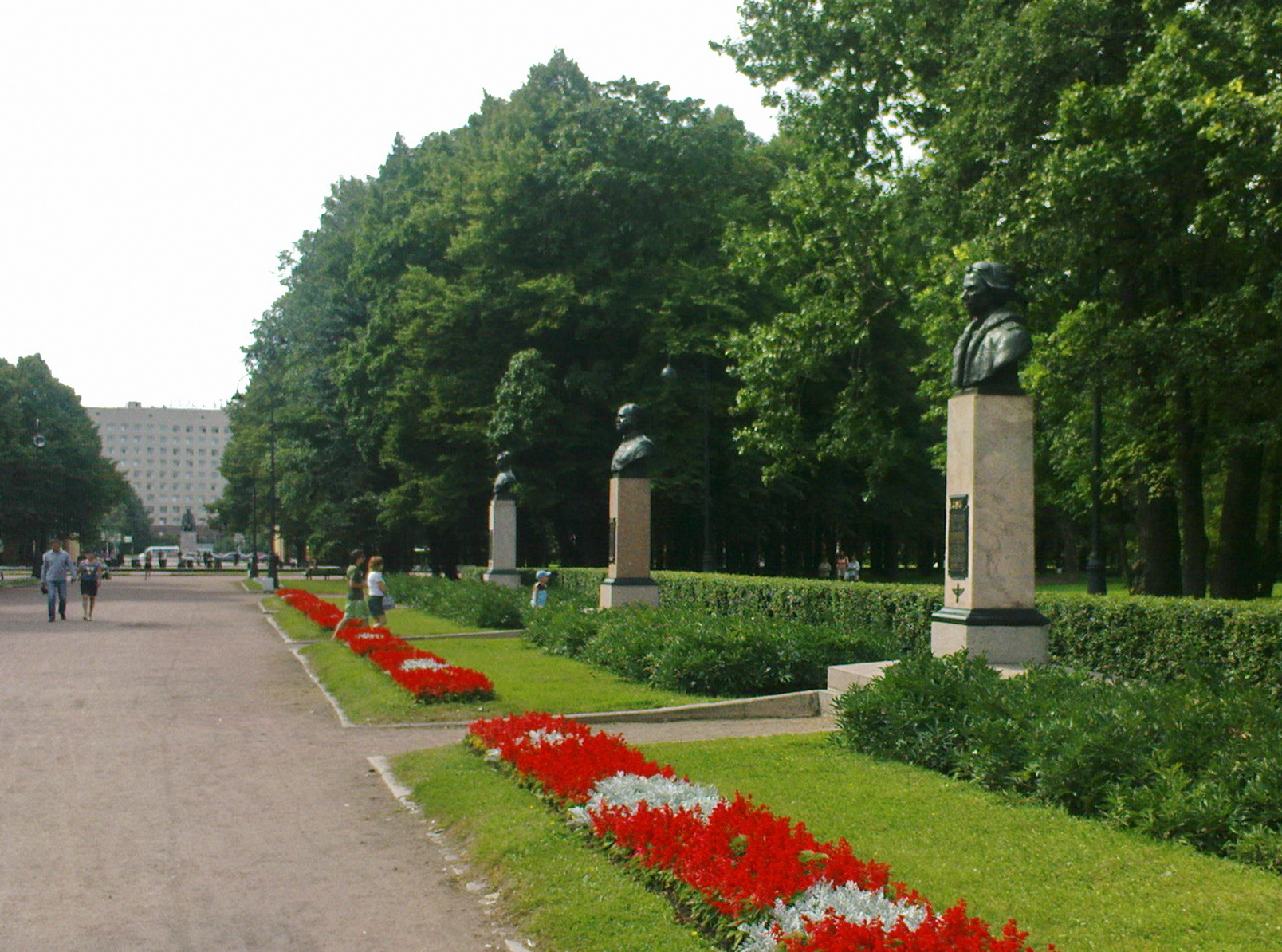
Аллея Героев в Московском Парке Победы.
Памятник Зое Космодемьянской. Скульптор М. Г. Манизер. 1951 год.
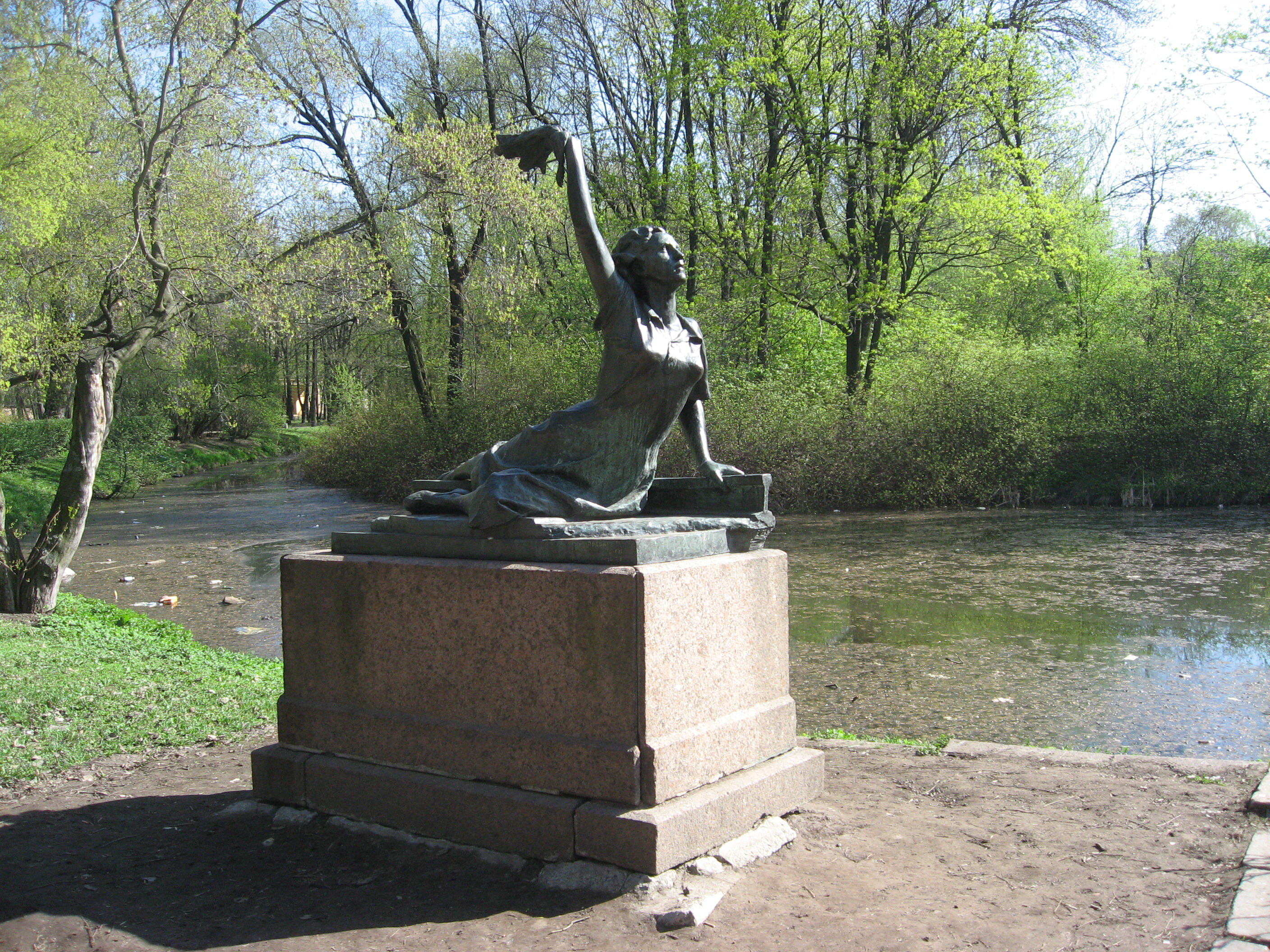
Памятник подвигу Раймонды Дьен. Скульптор Ц. И. Дивеева. 1953 год.
Памятник героям-морякам-балтийцам